# Opération Werwolf (Croatie)
Pour les articles homonymes, voir Opération Werwolf.
Seconde Guerre mondiale
Batailles
Opérations anti-partisans en Croatie
L'opération Werwolf menée par les forces allemandes et croates du 4 au 21 février 1945 était destinée à détruire les Forces résistantes dans le massif du Papouk (en).

## But de l'opération
Cette opération était destinée a entourer et détruire les forces partisanes, ainsi que leurs bases de ravitaillement, dans les montagnes de Papouk (en) où elles représentaient une menace directe pour Zagreb et pour briser les divisions de partisans qui occupaient une tête de pont située entre Virovitica et Podravska Slatina.
| \| Montagnes de Papouk Zagreb Virovitica Podravska Slatina \| |
| Montagnes de Papouk Zagreb Virovitica Podravska Slatina       |

## Forces en présence
Forces de l'Axe
Les forces de l'Axe représentent une force totale de 60 000 hommes environ.
 Reich allemand
- 1re division de cavalerie (Cosaque)
- 2e division de cavalerie (Cosaque)
- 104e division de chasseurs
- 294e division d'infanterie
- Kampfgruppe Fischer
- Divisionsstab z.b.V. Stephan[1]
- Panzer-Abtelung 202[2],[3]
- 7e SS-Freiwilligen-Gebirgs-Division Prinz Eugen

 État indépendant de Croatie
- PTD
- 1re division d'assaut
- 5e division d'assaut (quelques éléments)
- 7e division de montagne

Résistance
 Partisans
Les partisans représentent une force totale de 49 000 hommes environ.
- 12e division d'Assaut (NOVJ)
- 16e division d'Assaut (NOVJ)
- 36e division d'Assaut (NOVJ)
- 51e division d'Assaut (NOVJ)

## L'opération
L'opération, qui a commencé le 6 février 1945, a été divisée en deux groupements tactiques : 
- un groupe occidental sous le commandement du LXIX. Armeekorps z.b.V. avec les cosaques, le PTD et la 1re division d'assaut croate
- un groupe occidental sous XCI. Armeekorps avec les forces restantes.

Les deux groupes se sont rapprochés du centre de la zone encerclée prennent Podravska Slatina le 8 février puis Virovitica et Slavonska Požega le 9 février.
L'assaut principal terminé, le reste de l'opération a pris la forme d'un nettoyage complet de la région des Partisans qui s'étaient réfugiés dans les montagnes de Papouk (en).
Les rapports allemands parlent de « loup-garou » indiquant que des combats très durs et intenses ont eu lieu car les partisans ont défendu leurs positions jusqu'au dernier homme.

## Bilan
L'opération a été considérée par les forces de l'Axe comme un succès dans la mesure où les troupes résistantes avaient été soit détruites, capturées où refoulées, temporairement, de la zone encerclée et que la plupart des camps de ravitaillement avait été capturés et beaucoup de butin avait été saisi.
Les rapports allemand indiquent 1 988 morts chez les résistants mais n'indiquent pas les pertes des forces de l'Axe.